# Кеннеди, Дуглас
Дуглас Кеннеди — американский писатель. Автор остросюжетных романов, которые переведены на 22 языка и экранизированы.
В его романах в реальность нередко вмешиваются потусторонние силы. Герои Кеннеди — это часто люди творческой профессии: писатели, сценаристы, журналисты и т. д.

## Биография
Родился в Манхэттене в 1955 году в семье торгового брокера.
Окончил колледж Баудойн в 1976 году. После провел год в колледже Тринити (Дублин). В 1977 году открыл театральную компанию вместе с другом. Работал также в театре the Abbey Theatre’s second house, The Peacock. В 28 лет он оставил The Peacock, чтобы посвятить время творчеству.
После нескольких радиопьес для BBC и одной пьесы для The Peacock (Send Lawyers, Guns and Money), Кеннеди написал роман-путешествие Beyond the Pyramids.
В 1988 Дуглас и его жена переезжают в Лондон.
Автор романов «Момент», «В погоне за счастьем», «Женщина из пятого округа» и д.р.

### Романы
- 1994 — The Dead Heart
- 1997 — The Big Picture Крупным планом
- 1998 — The Job Карьера
- 2001 — The Pursuit of Happiness В погоне за счастьем
- 2003 — A Special Relationship Особые отношения
- 2005 — State of the Union Испытание правдой
- 2006 — Temptation Искушение Дэвида Армитажа
- 2007 — The Woman in the Fifth Женщина из Пятого округа
- 2009 — Leaving the World Покидая мир
- 2011 — The Moment
- 2013 — 5 days

### Документальная литература
- 1988 — Beyond the Pyramids: Travel in Egypt
- 1989 — In God’s Country: Travels in the Bible Belt, USA
- 1992 — Chasing Mammon: Travels in the Pursuit of Money

## Экранизации
- 2011 год — «Женщина из пятого округа» (англ. Woman in the Fifth)
- 2010 год — «Человек, который хотел оставаться собой» (фр. L’homme qui voulait vivre sa vie)
- 1997 год — «Добро пожаловать в Вуп-Вуп» (англ. Welcome to Woop Woop)

## Награды и премии
- Апрель 2007 — Орден Искусств и литературы.
- Ноябрь 2009 — Большой приз Фигаро.